# So'o
So'o est une rivière camerounaise longeant le sous clan bene de la tribu Beti ; il prend sa source dans le village Ekombite, arrondissement de Zoétélé, Région du Sud pour se jeter dans le fleuve Nyong dans la région du Centre.

## Géographie

### Cours
Le So'o reçoit en rive gauche des sous-affluents importants comme la Fala (80 km) et la Manfala qui drainent la région est de Ngoulemakong.
Le Soo présente d’ailleurs dans sa moitié aval un lit à plusieurs bras qui pourrait être significatif d’une vallée importante et d’une rivière dont le bassin versant s’est considérablement réduit par capture,.

### Histoire
Il est probable que dans le passé le Dja empruntait la vallée de la Lobo sur 50 km, puis celle du Mintele, en sens inverse du courant actuel, pour franchir un seuil à Abangok à 8 km au nord-ouest de Zoétélé et suivre le cours actuel du Soo, jusqu’au Nyong, 28 km à l’aval de Mbalmayo. Le bassin du Nyong avait alors environ 10 000 km2 de plus.